# 大阪国際工科専門職大学の人物一覧
大阪国際工科専門職大学の人物一覧（おおさかこくさいこうかせんもんしょくだいがく の じんぶついちらん）は大阪国際工科専門職大学に関係する人物の一覧記事。

## 著名な教職員
- 浅田稔（情報工学科教授・副学長） - ロボット工学
- 今村孝矢（デジタルエンタテインメント学科教授） - CGアニメーション
- 吉川弘之（学長） - 精密工学・一般設計学